# Opharus farinosa
Opharus farinosa là một loài bướm đêm thuộc phân họ Arctiinae, họ Erebidae.